# Осада Глогува
Осада Глогува (пол. Obrona Głogowa) — битва, которая произошла 24 августа 1109 года у силезского города Глогув, между Королевством Польским и Священной Римской империей. Записанное средневековым летописцем Галлом Анонимом, это одно из самых известных сражений в польской истории. Польские войска возглавлял герцог Болеслав III, а имперские войска находились под командованием короля Генриха V. Битва окончилась победой поляков.

## Предыстория
После длительного соперничества внутри правящей династии Пястов Болеслав III в 1107 году наконец изгнал своего старшего сводного брата и герцога Збигнева из Польши. Збигнев бежал в Священную Римскую империю, где обратился за помощью к королю Генриху V. Король не предпринял никаких действий, поскольку увяз в внутривенгерском соперничестве, поддерживая принца Арпада Альмоша против своего брата короля Кальмана, и начал вооруженную экспедиция в Братиславу.
Генрих вступил в конфликт с Болеславом, когда польский герцог, верный королю Кальману, воспользовался случаем, чтобы провести кампанию на землях Богемии в 1108 году: как только чешский князь Святополк услышал о вторжении, он покинул императорскую армию, чтобы вытеснить польские войска. Оставшись один, король Генрих был вынужден отказаться от венгерской кампании.
Раздраженный этим поражением, Генрих наконец присоединился к Збигневу и попросил Болеслава восстановить своего сводного брата в должности соправителя, а также платить ежегодную дань Империи. Польский герцог категорически отверг оба требования. В следующем году немецкие войска собрались в Эрфурте, перешли польскую границу возле Кросно на реке Бубр и в Варфоломеевский день подошли к укрепленному городу Глогуву (войска Святополка прибыли в сентябре). Сначала они разгромили польский гарнизон, стоявший недалеко от города, а Болеслав бросился после битвы с померянцами у Накло.

## Осада
Согласно Хроники Галла Анонима, король Генрих прибегнул к осаде Глогува, но предоставил его гражданам пятидневное прекращение огня, чтобы попросить у своего короля разрешение сдаться. Он, как утверждают, заставил горожан отдать в заложники своих детей в качестве гарантии прекращения огня и пообещал вернуть их живыми, каким бы ни был ответ Болеслава.
Польский герцог не собирался сдавать город и приказал защищать Глогув. По истечении пяти дней король Генрих начал обстрел города. Нарушив свое обещание, он приковал детей-заложников к своим осадным машинам, надеясь, что жители Глогува не будут расстреливать своих детей, что позволит ему завоевать польское поселение. Галл заявил, что его жестокость по отношению к детям только укрепила решимость защитников Глогува. Несколько жестоких атак императорской армии были отбиты, а Генрих понёс значительные потери от польских партизан. После многих дней безуспешных боёв король был вынужден отказаться от осады и пойти на юг.

## Последствия
Кампания короля Генриха оказалась полным провалом, когда она закончилась окончательной победой Болеслава в битве на собачьем поле. Князь Святополк был убит еще в лагере Глогува 21 сентября. Его преемник Владислав примирился с Болеславом, после чего Збигнев смог вернуться в Польшу в 1111 году, но вскоре после был арестован и ослеплен своим сводным братом. Позиции Болеслава по отношению к Империи укрепились, и в последующие годы он смог укрепить своё правление в Померании и Любушской земле. Лишь в 1157 году император Фридрих I Барбаросса в помощь силезскому герцогу Владиславу II Изгнаннику начал успешный поход на польские земли.
После многовековых двойственных отношений с Германией успешная защита и традиция жестокости Генриха превратились в ключевой элемент памяти польской нации. Первый памятный камень жители Глогова установили по случаю 850-летия битвы в 1959 году. 1 сентября 1979 года был открыт большой мемориал в стиле соцреализма детям Глогува в ознаменование не только 870-летия, но и 40-летия мемориала вторжения Германии в Польшу.
Битва при Глогуве увековечена на Могиле неизвестного солдата в Варшаве надписью «ГЛОГУВ 1109».